# Parapionosyllis labronica
Parapionosyllis labronica är en ringmaskart som beskrevs av Cognetti 1965. Parapionosyllis labronica ingår i släktet Parapionosyllis och familjen Syllidae. Inga underarter finns listade i Catalogue of Life.